# Russula pungens
Russula pungens är en svampart som beskrevs av Beardslee 1918. Russula pungens ingår i släktet kremlor och familjen kremlor och riskor.   Inga underarter finns listade i Catalogue of Life.
I den svenska databasen Dyntaxa används istället namnet Russula rubra för samma taxon.  Det är osäkert om arten förekommer i Sverige.

## Bildgalleri

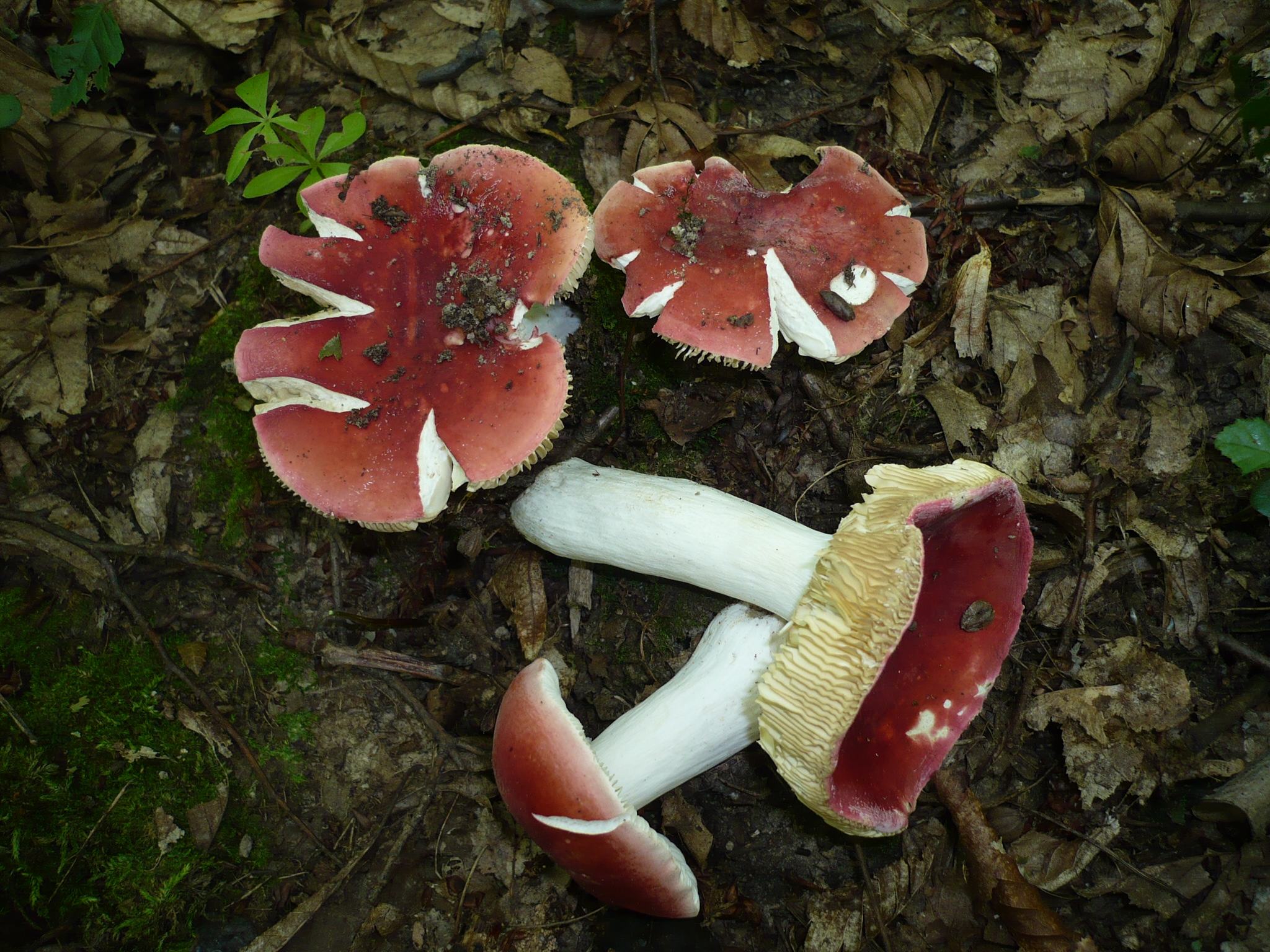